# Зенковка (Абайская область)
Зенковка (каз. Зенковка) — село в Бородулихинском районе Абайской области Казахстана. Входит в состав Бель-Агачского сельского округа. Находится примерно в 23 км к западу от районного центра, села Бородулиха. Код КАТО — 633835700.

## Население
В 1999 году население села составляло 1474 человека (724 мужчины и 750 женщин). По данным переписи 2009 года, в селе проживали 1092 человека (539 мужчин и 553 женщины).